# 神流川之戰
神流川之戰，發生於戰國時代天正10年6月16日（1582年7月5日）至6月19日（同7月8日），織田信長在本能寺遇害後，織田家的將領瀧川一益與北條家當主北條氏直發生的戰鬥，是戰國時代以來關東地方發生過最大型的野戰。最終北條軍獲勝，將織田勢力逐出關東平原。

## 背景
武田征伐
關東大名後北條氏在1580年左右，透過當主氏直與織田信長之女的聯姻形成同盟。由於武田勝賴是北條氏政妹夫，使北條在一開始親武田，然而勝賴卻在上杉的御館之亂中背叛了北條氏政之弟上杉景虎，因而使第二次甲相同盟破滅，之後北條轉而向織田家靠攏，並與之聯手攻擊武田家。
天正10年（1582年）2月，織田信忠在北條軍與信長本隊到達之前即將武田消滅，從此兩軍為了戰後的利益分配各自盤算，一方面維持著友好關係，但又為了自身利益而互相干擾。
戰意旺盛的北條軍對究竟要經東海道進入駿河，或經甲州街道進入甲斐，還是要攻略上野感到舉棋不定，因此雖然在驅逐駿河東部的武田勢力上獲得一些成果，實際上並未得到太多收穫，領土也未增加。一無所獲的北條家開始對織田家生出不信任之感。
本能寺之變前夕
武田征伐終了後，織田方將家臣瀧川一益派駐在上野與信濃的佐久郡，統治服從織田的關東諸侯。一益將據點設於上野廄橋城，更自稱關東管領。
瀧川家除了與簡稱「南方」的北條家繼續保持友好關係外，更得到廄橋城週邊的上野、信濃國，以及下野及武藏等國的城主相繼拜訪，此外，也試圖與北條家週邊大名里見義賴、伊達輝宗、蘆名盛隆等人接觸，更在5月上旬召開大茶會，邀請關東諸侯出席，使友好的關係更進一層。
然而，一益自稱關東管領一事卻也使一直希望得到此職的北條家極為不滿，特別是在看到織田在上野的建樹後，北條家內部逐漸浮現出焦急以及對織田的不信任感，然而這些情緒直到本能寺之變為止都未爆發出來。

## 北條軍的上野侵略
當本能寺之變的消息相繼傳到瀧川以及北條陣營後，起初北條仍擺出友好瀧川並支持其盡快上洛的姿態。然而隨著織田信長、信忠父子遇害一事明朗化，北條家也迅速改變立場，並開始入侵上野。由於在攻略武田並未遭遇太大損失，使北條軍得以在短時間內動員一支大軍，由北條氏直以及北條氏邦率領5萬6千大軍進攻上野。而統治上野僅三個月、軍備尚未充足的瀧川一益則打出「弔唁信長之戰」的名號，勉強湊出2萬殘兵應戰。

## 神流川之戰
北條氏直隊在6月16日襲擊倉賀野，瀧川一益軍則在金窪（武藏國兒玉郡上里週邊）迎擊，期間發生了兩次主要的戰鬥。
第一次合戰
6月18日的第一次合戰中，織田軍進攻北条氏邦部下齊藤光透及弟弟齊藤基盛防守的金窪城（武藏國兒玉郡）及川井城，並將之攻陷。後來於金窪原再度決戰，以信玄及勝賴舊臣為主的上州眾及織田軍，與北条氏邦的鉢形眾5000人戰鬥，北条方的石山大學、保坂大炊介陣亡，上州眾則有佐伯伊賀守陣亡，織田軍趁勝追擊北條的先遣部隊。
第二次合戰
6月19日的第二次合戰，北条方在神流川聚集大軍對織田軍發起總攻，但仍久攻不下。然而一益急於趕回京都，終不慎中了北条的詐敗之計，因過度深入敵陣而受到包圍，導致部下篠岡、津田、太田、栗田等5百騎，及上州眾木部貞朝、倉賀野秀景的兒子（五郎太、六彌太）等近4000人戰死。同日，一益經倉賀野城逃往廄橋城，於城下長昌寺供養戰死者，隨後於6月21日又越過碓冰嶺，6月28日經小諸逃往伊勢長島城，抵達時為7月1日。

## 影響
瀧川一益在逃亡前，於6月20日釋放上州眾包括北条高廣的次子在內的人質，當晚於箕輪城邀集上州眾舉行餞別酒宴，一益親自打鼓（羅生門曲目），並由倉賀野淡路守秀景唱和（源氏供養曲目），互相餞別。一益將太刀、長刀、金銀及秘藏寶物贈與上州勢，上州眾在與一益離別時皆忍不住落淚，後來聽從一益的建議投降了北条家。
由於瀧川一益在此戰中的敗蹟，使羽柴秀吉在後來的清洲會議中得以“敵前逃亡”的理由禁止他出席，同時一益在織田家中的地位急速下滑。之後於小牧長久手之戰加入羽柴方，但失利降伏於德川家康、織田信雄方，戰後被秀吉流放到越前大野郡，在那裡渡過落魄的餘生，於天正14年（1586年）9月9日病故。
北條大軍因追擊一益越過碓冰峠，6月26日佐久郡國人眾降服，7月9日經上野進入信濃小諸城，真田氏、依田信蕃等國人依續降伏，並頒發木曾義昌及諏訪賴忠安堵狀。實力大增的北条氏，開始了與德川家康、上杉景勝在此地的三強之爭（天正壬午之亂）。